# Episodi di Four Star Playhouse (terza stagione)
La terza stagione della serie televisiva Four Star Playhouse è andata in onda negli Stati Uniti dal 30 settembre 1954 al 30 giugno 1955 sulla CBS.
| nº | Titolo originale                 | Prima TV USA      |
| -- | -------------------------------- | ----------------- |
| 1  | Man in the Cellar                | 30 settembre 1954 |
| 2  | Never Explain                    | 7 ottobre 1954    |
| 3  | Interlude                        | 14 ottobre 1954   |
| 4  | The Wallet                       | 21 ottobre 1954   |
| 5  | The Adolescent                   | 28 ottobre 1954   |
| 6  | The Contest                      | 4 novembre 1954   |
| 7  | Vote of Confidence               | 4 novembre 1954   |
| 8  | My Own Dear Dragon               | 18 novembre 1954  |
| 9  | Marked Down                      | 25 novembre 1954  |
| 10 | Meet a Lonely Man                | 2 dicembre 1954   |
| 11 | Bourbon Street                   | 9 dicembre 1954   |
| 12 | A Championship Affair            | 16 dicembre 1954  |
| 13 | The Answer                       | 23 dicembre 1954  |
| 14 | Go Ahead and Jump                | 30 dicembre 1954  |
| 15 | A Bag of Oranges                 | 6 gennaio 1955    |
| 16 | Stuffed Shirt                    | 13 gennaio 1955   |
| 17 | Breakfast in Bed                 | 20 gennaio 1955   |
| 18 | The Good Sister                  | 27 gennaio 1955   |
| 19 | A Kiss for Mr. Lincoln           | 3 febbraio 1955   |
| 20 | Fair Trial                       | 10 febbraio 1955  |
| 21 | The Wild Bunch                   | 17 febbraio 1955  |
| 22 | Tusitala                         | 24 febbraio 1955  |
| 23 | The Returning                    | 3 marzo 1955      |
| 24 | Eddie's Place                    | 10 marzo 1955     |
| 25 | Henry and the Psychopathic Horse | 17 marzo 1955     |
| 26 | Night at Lark Cottage            | 24 marzo 1955     |
| 27 | The Girl on the Bridge           | 31 marzo 1955     |
| 28 | The Collar                       | 7 aprile 1955     |
| 29 | Madeira! Madeira!                | 14 aprile 1955    |
| 30 | With All My Heart                | 21 aprile 1955    |
| 31 | The House Always Wins            | 28 aprile 1955    |
| 32 | Uncle Fred Flits By              | 5 maggio 1955     |
| 33 | Alias Mr. Hepp                   | 12 maggio 1955    |
| 34 | Trudy                            | 26 maggio 1955    |
| 35 | Broken Journey                   | 2 giugno 1955     |
| 36 | The Executioner                  | 9 giugno 1955     |
| 37 | The Frightened Woman             | 23 giugno 1955    |
| 38 | Award                            | 30 giugno 1955    |

## Man in the Cellar
- Diretto da:
- Scritto da:

### Trama
- Interpreti: Charles Boyer (dottor Alexander Dumont), Mae Clarke (Mrs. George Braun), Beverly Washburn (Janet Dumont), Fay Baker (Claire Dumont), John Doucette (Moretti), Aline Towne (receptionist), Donald Murphy (Mr. Reeves), Peter Reynolds (Danny Moretti), Elaine Williams (Secretary), Frank Gerstle (George Braun)

## Never Explain
- Diretto da:
- Scritto da:

### Trama
- Interpreti: Irving Bacon (Hamilton Carter), Millie Doff (Mrs. Winters - sister-in-law), Barbara Lawrence (Marjorie Lawton), David Niven (professore Hal R. Winters), Christopher Olsen (Steve Winters), Janine Perreau (Cindy Winters), Herb Vigran (tenente Richards)

## Interlude
- Diretto da:
- Scritto da:

### Trama
- Interpreti: Dick Powell (Bill 'Chris' Christopher), Joanne Woodward (Victoria Lee 'Vicki' Hallock), Nana Bryant (Grace Dehring), Daria Massey (Joanne Garson), Robert Bice (Bergman - Boatman), Jonathan Hole (impiegato dell'hotel), Donna Jo Gribble (First Girl), Diane Jergens (Second Girl), Brooks Benedict (Guest Hotel)

## The Wallet
- Diretto da:
- Scritto da:

### Trama
- Interpreti: John Alvin (Mr. MacLean), Harry Bartell (dottore), Charles Boyer (Andre), William Campbell (Peter), John Harmon (Michael), Howard McNear, Nestor Paiva (Mr. Davis), Maria Palmer (Elsa), Sarah Selby (Mrs. MacLean), Rhys Williams (Sidney)

## The Adolescent
- Diretto da:
- Scritto da:

### Trama
- Interpreti: Robert Arthur (Philip Weir), Hugh Beaumont (Albert Woods), Nan Boardman (Mrs. Collins), John Doucette (barista), Ida Lupino (Celia Coberly), Lewis Martin (Mr. Macready), Allene Roberts (Lisa Collins), Hugh Sanders (Steve Weir)

## The Contest
- Diretto da:
- Scritto da:

### Trama
- Interpreti: Dick Powell (Dan), Marguerite Chapman (Lisa), John Hubbard (Beecher), Ray Walker ( della poliziaLieutenant), Alan Dexter (Macilvaine), Ralph Volkie ( sergente della polizia), Douglas Dick (Larry Morgan)

## Vote of Confidence
- Diretto da:
- Scritto da:

### Trama
- Interpreti: David Niven (Tony Stewart), Amanda Blake (Susan Pierce), Elizabeth Patterson (Ma Baker), Chuck Connors (Mervyn the Moose), Dayton Lummis (Warden), Rusty Hamer (Dickie), Barry Froner (Joe), Nadine Ashdown (Patty), Isa Ashdown (Melinda), Patricia Fowler (Lois), Tiger Fafara (Fourth Street Kid)

## My Own Dear Dragon
- Diretto da:
- Scritto da:

### Trama
- Interpreti: Charles Boyer (John Bernard), Vera Miles (Maggie Bernard), Mabel Albertson (Nancy Pope), Alex Gerry (Ben), Mitchell Kowall (2nd Reporter), Charles Victor (1st Reporter)

## Marked Down
- Diretto da:
- Scritto da:

### Trama
- Interpreti: Joan Banks, Ida Lupino (Evelyn), Hal March

## Meet a Lonely Man
- Diretto da:
- Scritto da:

### Trama
- Interpreti: David Niven (George Beeber / Bart Summers), Martha Hyer (Jan Murphy), Hal Baylor (Jamison), Stanley Andrews (John Murphy), Barbara Bestar (Mildred), Don Shelton (Sullivan), Ralph Peters (Generous George), Jack Lomas (Bystander)

## Bourbon Street
- Diretto da:
- Scritto da:

### Trama
- Interpreti: King Donovan (Drunk), Beverly Garland (Julie), William F. Leicester (Donny), Clarence Muse (Phil), Edward Platt (Freddie), Dick Powell (Jeff), Richard Reeves (Jack), Ralph Volkie

## A Championship Affair
- Diretto da:
- Scritto da:

### Trama
- Interpreti: Don Beddoe (dottor Vickers), Charles Boyer (Alan Abbey), Ross Elliott (Bert Tolin), Richard Hale (dottor Kessell), Dayton Lummis (Whit Lonigan), Vera Miles (Julie Tolin), Ray Walker (reporter)

## The Answer
- Diretto da:
- Scritto da:

### Trama
- Interpreti: David Niven (Deacon), Anthony Caruso (Bart), Nestor Paiva (Rocco), Carolyn Jones (Dolores), John Harmon (marinaio), Ted Stanhope (Cabman), Richard Reeves (camionista), Jack Lomas (Sharpy)

## Go Ahead and Jump
- Diretto da:
- Scritto da:

### Trama
- Interpreti: Robert Bice (Billy - Doorman), Robert Foulk (Charlie), William Johnstone (Max Keith), Joanne Jordan (Molly), Dick Powell (Eddie Mason), George Wallace (Sam McMunus)

## A Bag of Oranges
- Diretto da:
- Scritto da:

### Trama
- Interpreti: Alexander Campbell (Warden), Walter Coy (Don Gavin), Ida Lupino (Anna), Herb Vigran (barista), Ray Walker (Tom Barry)

## Stuffed Shirt
- Diretto da:
- Scritto da:

### Trama
- Interpreti: Charles Boyer (Robert), Peggy Maley (Lucy), Jay Novello (Hutchinson), Lawrence Dobkin (Masterson), Philip Ahn (Chang), Christopher Dark (John Hudson), Richard Hale (Fotheringham), Paul Cavanagh (Bertrand), Anthony Eustrel (Stevenson)

## Breakfast in Bed
- Diretto da:
- Scritto da:

### Trama
- Interpreti: Barbara Billingsley (Nina Hilliard), David Niven (Charles Hilliard), Phil Rich (Ed), Don Shelton (Alec Weston), Gloria Talbott (Germaine Gerard)

## The Good Sister
- Diretto da:
- Scritto da:

### Trama
- Interpreti: Robert Bice, Chuck Connors (Stan Ringer), John Dehner (capitano Downs), John Doucette, Harold Dyrenforth, Lisa Golm (Sorella Katrina), Renate Hoy, Violet Rensing (Irmgard), Norbert Schiller, Teresa Tudor, Teresa Wright (Sorella Margaret Madeleine)

## A Kiss for Mr. Lincoln
- Diretto da:
- Scritto da:

### Trama
- Interpreti: Joanne Dru (Delight Kennard), Dick Foran (Brit Murdock), Kristine Miller (Mrs. Margaret Murdock), Robert Cornthwaite (Henry Kennard), Mary Treen (Madeline)

## Fair Trial
- Diretto da:
- Scritto da:

### Trama
- Interpreti: Rodney Bell (Charlie Barns), Frank Ferguson (Mr. Fielding), Jean Howell (Carol), Edward Platt (capo della polizia), Dick Powell (David 'Dave' Sheridan), Harry Tyler (poliziotto), Ray Walker (Sam Baker)

## The Wild Bunch
- Diretto da:
- Scritto da:

### Trama
- Interpreti: Charles Boyer (George), Gigi Perreau (Carlotta), Natalie Wood (Louise), Noreen Nash (Leonora), B.G. Norman (David), Tommy Cook (Johnny), Willa Pearl Curtis (Zia Cassie), Bill Walker (zio Sam), Barbara Stuart (Hostess)

## Tusitala
- Diretto da:
- Scritto da:

### Trama
- Interpreti: David Niven (Robert Louis Stevenson - AKA Tusitala), Gertrude Michael (Fanny Stevenson), John Lupton (Lloyd Stevenson), Joseph Waring (Hutchinson), Steven Geray (Metaafa), Richard Reeves (Lappeppa), Noreen Corcoran (Anna), Leon Lontoc (Simile)

## The Returning
- Diretto da:
- Scritto da:

### Trama
- Interpreti: Dick Powell (capitano Phillip Avery), Joan Elan (Laura Trevor), Walter Kingsford (Cory Howard), Christopher Dark (maggiore Evans), Herbert Deans (Ames), Robert Stevenson (co-pilota), William Boyett (navigatore), William Schallert (Airline Clerk)

## Eddie's Place
- Diretto da:
- Scritto da:

### Trama
- Interpreti: Philip Carey (dottor Ed Marshfield), Jane Darwell (Mrs. Riggs), Joseph Forte (dottor Hartman), Louis Jean Heydt (Dan), Ida Lupino (Ellen), Merle Oberon (Sara Belmont), William Talman (Eddie), Eddy Waller (Station Master)

## Henry and the Psychopathic Horse
- Diretto da:
- Scritto da:

### Trama
- Interpreti: Hal Baylor (Cal), Barbara Lawrence (Claire), Barton MacLane (Milo), David Niven (Henry), Eddy Waller (Andy)

## Night at Lark Cottage
- Diretto da:
- Scritto da:

### Trama
- Interpreti: Charles Boyer (Paul), John Doucette (sergente Wood), Beverly Garland (Lucille), Mimi Gibson (Julia), Helen Mayon (Operator)

## The Girl on the Bridge
- Diretto da:
- Scritto da:

### Trama
- Interpreti: Alexander Campbell (professore Tenant), Lawrence Dobkin (Bukov), Coleen Gray (Lisa), Celia Lovsky (Elderly Woman), Dick Powell (Andrew Ward), Hugh Sanders (Nat Wolf)

## The Collar
- Diretto da:
- Scritto da:

### Trama
- Interpreti: William Boyett (guardia), John Close (tenente Johnson), Walter Coy (Steiner), Richard Hale (Bishop), Barton MacLane (capitano Webber), David Niven (padre Wyeth), Abraham Sofaer (Indian Chief)

## Madeira! Madeira!
- Diretto da:
- Scritto da:

### Trama
- Interpreti: Jan Arvan (Luis Prado), Charles Boyer (Jacques Coudet), Walter Kingsford (Armstrong - British Consulate), Angela Lansbury (Mrs. Hallerton - William's Wife), David Niven (William Hallerton), Nestor Paiva (Mario - Butler), John Wengraf (Leon Denoir)

## With All My Heart
- Diretto da:
- Scritto da:

### Trama
- Interpreti: Ida Lupino (Sarah Dawes Monro), Noreen Nash (Kathy Monro), Walter Coy (dottor Joe Monro), Edward Platt (dottor Max Fine), Natalie Dale (Nancy), Jimmy Baird (Charles), Tommy Duran (Joey Monro)

## The House Always Wins
- Diretto da:
- Scritto da:

### Trama
- Interpreti: Dick Powell (Willie Dante), Jean Willes (Lucy), Herb Vigran (Monte), Regis Toomey ( tenente della polizia Manny Waldo), Alan Mowbray (Jackson), Tristram Coffin (Frank Simms), Alex Frazer (Scotsman), Jack Benny (Cautious Gambler), Bess Flowers (Gambler), Mercedes McCambridge

## Uncle Fred Flits By
- Diretto da:
- Scritto da:

### Trama
- Interpreti: Marjorie Bennett (Charwoman), Alex Frazer (Claude Tarmigan), Charlotte Knight (receptionist), Robert Nichols (Pongo), David Niven (zio Fred - Earl of Ickenham), Tudor Owen (Mr. Roddis), Jennifer Raine (Julia Tarmigan), Leon Tyler (Wilbur Robinson), Norma Varden (Connie Tarmigan)

## Alias Mr. Hepp
- Diretto da:
- Scritto da:

### Trama
- Interpreti: Florenz Ames (Hopewell), Morris Ankrum (Warden), Charles Boyer (Frank Hepp), Jimmie Dodd (Turnkey), Barbra Fuller (Jenny), Alan Mowbray (Albert), Forrest Taylor (dottor Washburn)

## Trudy
- Diretto da:
- Scritto da:

### Trama
- Interpreti: Joan Fontaine (Trudy), Hans Conried (Rev. Tuttle), Steven Geray (Mr. Yen), Otto Waldis (Berlzheimer), James Flavin (Mr. Swanson), Guy Williams (Dick Forsythe)

## Broken Journey
- Diretto da:
- Scritto da:

### Trama
- Interpreti: David Niven (Cookie), Don Haggerty (Frank), William F. Leicester (Hi), William Forrest (giudice), Eddie Garr (McSally), Malcolm Atterbury (tenente Keough), Harry Harvey (Johnson), Helene Stanton (Maybelle), Robert Bice (Lucenec)

## The Executioner
- Diretto da:
- Scritto da:

### Trama
- Interpreti: Charles Boyer (Tennent), Christopher Dark (Tamar), Ross Elliott (dottor Rogers), Sam Flint, Richard Hale (giudice), Berry Kroeger (Delmar), Eve Miller (Mrs. Rogers), Henry Rowland (Morel)

## The Frightened Woman
- Diretto da:
- Scritto da:

### Trama
- Interpreti: Merle Oberon (Carol), Craig Stevens (George), Hugh Beaumont (dottor Lindell), Irene Tedrow (Mrs. Warren), Isabel Withers (Doris), Ralph Sanford (voce)

## Award
- Diretto da:
- Scritto da:

### Trama
- Interpreti: Ida Lupino (Valerie Banks), Franchot Tone (Ben Chaney)